# Șubeți, Veliko Tărnovo
Șubeți (în bulgară Шубеци) este un sat în comuna Elena, regiunea Veliko Tărnovo,  Bulgaria. 

## Demografie
Componența etnică a satului Șubeți
     Nicio identificare (100%)
     Altele (0%)
La recensământul din 2011, populația satului Șubeți era de 1 locuitor, a cărui apartenență etnică nu era cunoscută.